# Занклский ярус
| система                                                                          | отдел      | ярус          | Ниж. граница, млн лет |
| -------------------------------------------------------------------------------- | ---------- | ------------- | --------------------- |
| Антропоген                                                                       | Плейстоцен | Гелазский     | 2,58                  |
| Неоген                                                                           | Плиоцен    | Пьяченцский   | 3,600                 |
| Неоген                                                                           | Плиоцен    | Занклский     | 5,333                 |
| Неоген                                                                           | Миоцен     | Мессинский    | 7,246                 |
| Неоген                                                                           | Миоцен     | Тортонский    | 11,63                 |
| Неоген                                                                           | Миоцен     | Серравальский | 13,82                 |
| Неоген                                                                           | Миоцен     | Лангский      | 15,98                 |
| Неоген                                                                           | Миоцен     | Бурдигальский | 20,45                 |
| Неоген                                                                           | Миоцен     | Аквитанский   | 23,04                 |
| Палеоген                                                                         | Олигоцен   | Хаттский      | больше                |
| Деление и золотые гвозди в соответствии с IUGS по состоянию на декабрь 2024 года |            |               |                       |

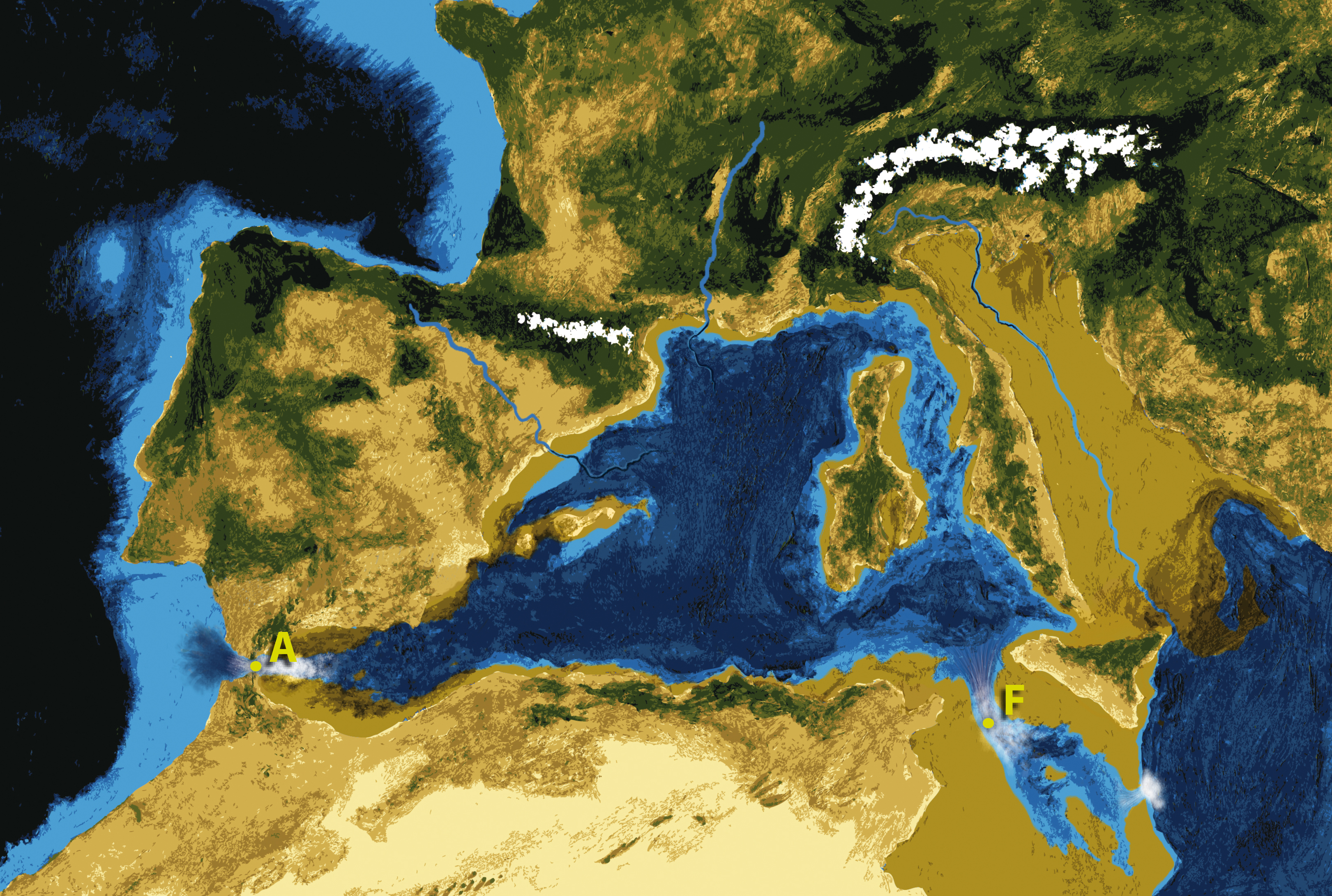
Занклское затопление средиземноморской котловины атлантическими водами 5,3 млн лет назад в представлении художника. Приток воды сначала произошёл через Гибралтарский пролив (A). Заполнив западный средиземноморский бассейн, вода затопила и восточный, вероятно, через Сицилийский порог на месте нынешнего Сицилийского пролива (F)

Занклский ярус (англ. Zanclean stage) — нижний ярус плиоценового отдела. Охватывает породы, образовавшиеся в занклский век эпохи плиоцен, 5,333 — 3,600 миллионов лет назад (всего около 1,8 миллиона лет). Располагается над мессинским ярусом миоцена и под пьяченцским ярусом плиоцена.
Ярус был выделен в 1868 году итальянским геологом Джузеппе Сегуэнсой и назван по древнему доримскому названию виллы Занклеано в Италии.
Начало Занклского века знаменует собой окончание мессинского кризиса солёности (5,97—5,33 млн лет назад), в ходе которого Средиземное море высохло частично или почти полностью вследствие прогрессирующего закрытия связи с Атлантическим океаном. Заполнение Средиземного моря водой из Атлантического океана через Гибралтарский пролив получило название «Занклский потоп».
В основе текущего определения начала занклского века лежит признанный глобальный стратотип (GSSP — от англ. Global Stratotype Section and Point, рус. Глобальный Стратотипический разрез границы и Точка), находящийся в Эраклея Миноа, Сицилия (итал. Eraclea Minoa) на уровне подошвы глубоководных мергелей формации итал. Trubi, совпадающей с плиоценовым заполнением Средиземного моря.